# Вайц (округ)
Вайц (нім. Weiz) — округ Австрійської федеральної землі Штирія. 

## Адміністративний поділ
Округ поділено на 31 громаду:
Міста
1. Глайсдорф
2. Вайц

Ярмаркові містечка
1. Ангер
2. Біркфельд
3. Маркт-Гартманнсдорф
4. Пассайль
5. Пішельсдорф-ам-Кульм
6. Санкт-Маргаретен-ан-дер-Рааб
7. Санкт-Рупрехт-ан-дер-Рааб
8. Зінабелькірхен

Сільські громади
1. Альберсдорф-Пребух
2. Фішбах
3. Фладніц-ан-дер-Тайхальм
4. Флойнг
5. Газен
6. Герсдорф-ан-дер-Файштрітц
7. Гутенберг
8. Гофштеттен-ан-дер-Рааб
9. Ільцталь
10. Лудерсдорф-Вільферсдорф
11. Мізенбах-бай-Біркфельд
12. Міттердорф-ан-дер-Рааб
13. Мортанч
14. Наас
15. Пух-бай-Вайц
16. Раттен
17. Реттенегг
18. Санкт-Катрайн-ам-Оффенегг
19. Санкт-Катрайн-ам-Гауенштайн
20. Штраллегг
21. Таннгаузен

### До реформи 2014/2015
Округ було поділено на 54 громади:
1. Альберсдорф-Пребух
2. Ангер
3. Арцберг
4. Баєрдорф-бай-Ангер
5. Біркфельд
6. Етцерсдорф-Ролльсдорф
7. Файштрітц-бай-Ангер
8. Фішбах
9. Фладніц-ан-дер-Тайхальм
10. Флойнг
11. Газен
12. Герсдорф-ан-дер-Файштрітц
13. Глайсдорф
14. Гшайд-бай-Біркфельд
15. Гутенберг-ан-дер-Раабкламм
16. Гаслау-бай-Біркфельд
17. Гірнсдорф
18. Гофштеттен-ан-дер-Рааб
19. Гогенау-ан-дер-Рааб
20. Ільцталь
21. Когльгоф
22. Кроттендорф
23. Кульм-бай-Вайц
24. Лабух
25. Лассніцталь
26. Лудерсдорф-Вільферсдорф
27. Маркт-Гартманнсдорф
28. Мізенбах-бай-Біркфельд
29. Міттердорф-ан-дер-Рааб
30. Мортанч
31. Наас
32. Найнч
33. Нойдорф-бай-Пассайль
34. Ніча
35. Оберреттенбах
36. Пассайль
37. Пішельсдорф-ін-дер-Штаєрмарк
38. Прессгутс
39. Пух-бай-Вайц
40. Раттен
41. Райхендорф
42. Реттенегг
43. Санкт-Катрайн-ам-Гауенштайн
44. Санкт-Катрайн-ам-Оффенегг
45. Санкт-Маргаретен-ан-дер-Рааб
46. Санкт-Рупрехт-ан-дер-Рааб
47. Зінабелькірхен
48. Штенценграйт
49. Штраллегг
50. Таннгаузен
51. Унгердорф
52. Унтерфладніц
53. Вайзенегг
54. Вайц

## Демографія
Населення округу за роками за даними статистичного бюро Австрії

## Виноски
1. ↑  Statistik Austria. Архів оригіналу за 2 травня 2015. Процитовано 24 червня 2013.

| Австрія | Це незавершена стаття з географії Австрії. Ви можете допомогти проєкту, виправивши або дописавши її. |